# Pseudotriphyllus nepalensis
Pseudotriphyllus nepalensis es una especie de coleóptero de la familia Mycetophagidae.

## Distribución geográfica
Habita en Nepal.